# Lauenburg (nave meteorologica)
La  nave meteorologica Lauenburg (Wetter-beobachtung-Schiff Lauenburg) fu utilizzata agli inizi della seconda guerra mondiale con lo scopo di fornire rapporti meteorologici alle navi della Kriegsmarine tedesca, ma soprattutto agli U-Boat che operavano nelle acque settentrionali dell'Oceano Atlantico e del mar Glaciale Artico.
Veniva però catturata e affondata il 28 giugno 1941 dalla Royal Navy britannica, acquisendo anche libretti del fantomatico codice tedesco della macchina decodificatrice Enigma.

## Vita del Lauenburg
Il Lauenburg era stato costruito a Lauenburg nel 1938 come peschereccio, denominato con il numero di identificazione PG 532.
Il suo proprietario era la H. Bischoff & Co. di Brema. Veniva poi acquisito dalla Kriegsmarine nel 1940 e veniva denominato Lauenburg.
Entrava nel servizio navale nel novembre di quello stesso anno, dopo essere stato convertito in nave meteorologica.
Aveva un equipaggio compreso tra i 19 e i 21 marinai, più 8 meteorologi.

## Cattura del Lauenburg

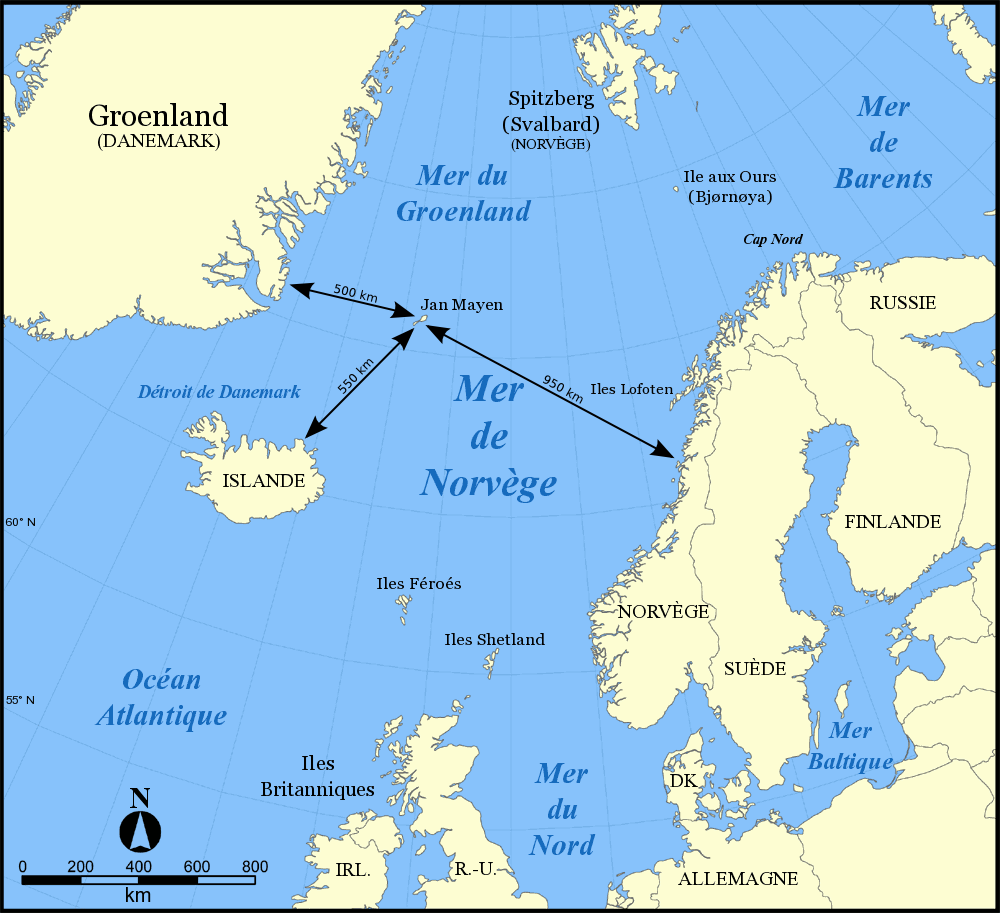
Situazione dell'isola di Jan Mayen nell'Oceano Atlantico.

Il 25 giugno 1941, ben quattro navi da guerra britanniche, l'incrociatore leggero Nigeria e i cacciatorpediniere Tartar, Jupiter e Bedouin, salpavano dalla base inglese di Scapa Flow per dirigersi nelle acque settentrionali dell'Islanda.
Verso le ore 7,00 del 28 giugno 1941, il Tartar avvistava il Lauenburg fuori dell'isola di Jan Mayen e apriva il fuoco.
L'equipaggio del Lauenburg lasciava la nave sulle scialuppe di salvataggio, mentre marinai scelti britannici abbordavano la nave meteo tedesca, facendo man bassa di tutto il materiale cartaceo e trasportandolo sul Tartar.
Subito dopo il Lauenburg veniva affondato dal fuoco dei cannoni delle navi britanniche.